# 母さんと呼びたい
『母さんと呼びたい』（かあさんとよびたい）は、1987年7月20日 - 8月28日にTBS「花王 愛の劇場」枠にて放送された日本の昼ドラマである。

## キャスト
- 若葉しをり - 里美
- 小林千登勢 - 京子（里美の母）
- 野中マリ子 - 久枝（里美の祖母）
- 鷲尾真知子 - 知恵
- 角替和枝 - 弘子
- 川端槇二 - 平井先生
- 中垣克麻 - 真一郎
- 高津住男 - 洋平
- 三ツ矢歌子
- 河合宏
- 風間みつき
- 石山律雄

## スタッフ
- 作・脚本 - 鶴島光重
- プロデューサー - 松本昭三・森清和夫・井上博（TBS）
- 音楽 - 城之内ミサ
- 監督 - 奥村正彦
- 製作 - TBS、東京映画新社

## 主題歌
- 「トキメキがいたくて」（CBSソニー）
  - 作詞 - 戸沢暢美
  - 作曲 - 岸正之
  - 編曲 - 中村哲
  - 歌 - 伊藤智恵理